# 제2군사교육단 (대한민국)
제2군사교육단(第二軍事敎育團)은 대한민국 해군 교육사령부의 후반기 군사교육단였으나, 2018년 7월 1일 해체되었다.